# Binic-Étables-sur-Mer
Binic-Étables-sur-Mer es una comuna nueva francesa situada en el departamento de Costas de Armor, de la región de Bretaña.

## Historia
Fue creada el 1 de marzo de 2016, en aplicación de una resolución del prefecto de Costas de Armor de 18 de febrero de 2016 con la unión de las comunas de Binic y Étables-sur-Mer, pasando a estar el ayuntamiento en la antigua comuna de Étables-sur-Mer.
Hasta 1821 Binic formó parte de Étables-sur-Mer.

## Demografía
| Gráfica de evolución demográfica de Binic-Étables-sur-Mer entre 1800 y 2013 |
|                                                                             |

Los datos entre 1800 y 2013 son el resultado de sumar los parciales de las dos comunas que forman la nueva comuna de Binic-Étables-sur-Mer, cuyos datos se han cogido de 1800 a 1999 para las comunas de Binic y Étables-sur-Mer de la página francesa EHESS/Cassini. Los demás datos se han cogido de la página del INSEE.

## Composición
| Comuna delegada | Código INSEE | Población (2013) | Superficie (km²) | Densidad (hab./km²) |
| --------------- | ------------ | ---------------- | ---------------- | ------------------- |
| Binic           | 22007        | 3825             | 5.96             | 642                 |
| Étables-sur-Mer | 22055        | 3022             | 9.38             | 322                 |